# 偏利共生

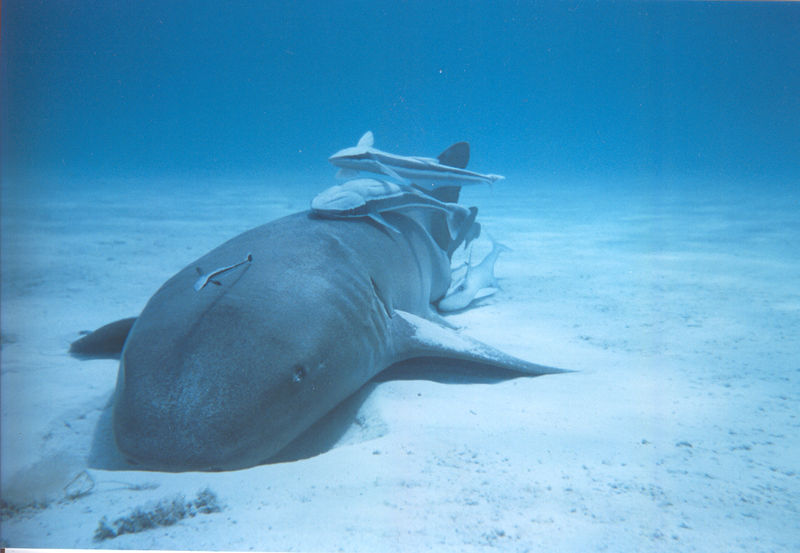
鮣魚的游泳能力不好，因此頭部演化出類似吸盤的構造方便附著在其他生物身上，對被附著的動物卻完全無害，對象包括鯊魚（例如如圖中的鉸口鯊）、鯨魚、魟魚，甚至潜水员

片利共生又称偏利共生、偏利共栖现象、偏利共栖、共栖附生，是两物种共同生活在一起，一方受益，另一方既不受益也不受害的共生方式。
獲得利益的一方称为共生者（commensal），讓對方獲取利益的一方則為宿主（host）。

## 语源
术语 commensal 源自拉丁语 commensālis，本義為“sharing a table”搭枱、共用桌子；其词根为 com-（with，和） 、 mensa（table，桌）以及 -ālis（to grow，生长）。

## 生態學的偏利共生
在生態學的交互作用中，偏利共生是需要共生者與寄主雙方持續及有效地一直發展或維持。這不論是長時間的共生關係或是短時間的；由弱的互動關係至強的，也是需要一直發展或維持，才能達到一個完善的偏利共生。